# Vehicle de transport amb conductor

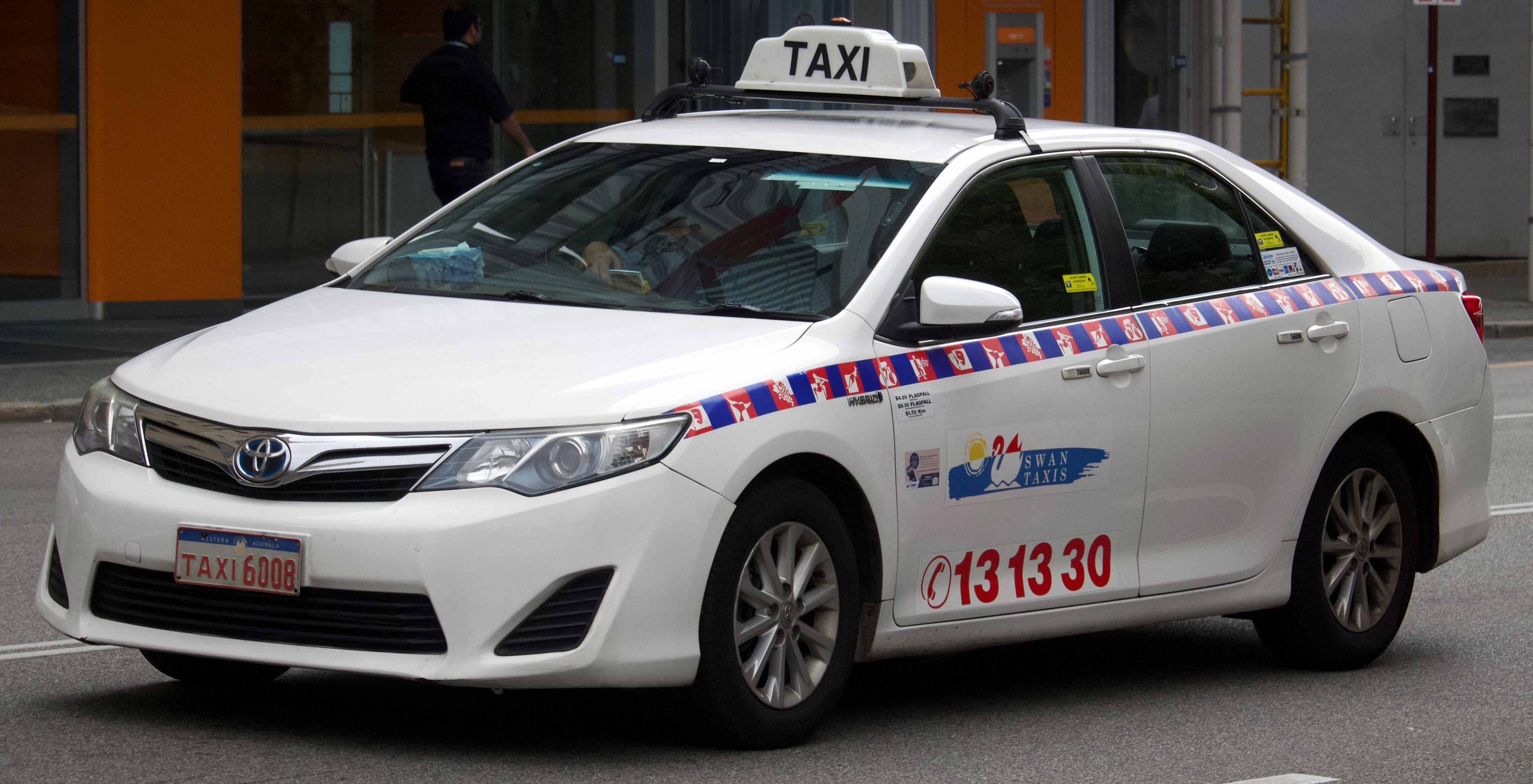
Taxi a Perth.

Un vehicle de transport amb conductor, o simplement VTC, és un servei per al transport de passatgers.
Els VTC es diferencien d'altres mitjans de transport públic pel fet que els passatgers tenen certa llibertat de tria dels punts d'arribada i de sortida, a diferència de la majoria de transports públics, que tenen punts de parada predeterminats. Cal distingir-los també dels serveis de lloguer d'automòbils sense conductor.

Tot i que el taxi també encaixaria dins d'aquesta definició, diferents administracions han assignat diferents atribucions i ofert diferents llicències que han diferenciat un de l'altre. Tradicionalment les llicències VTC eren obtingudes per alguns perfils de xofers i conductors de limusines. Des del 2010s, empreses com Uber o Cabyfy han fet ús també d'aquest tipus de llicència per al seu servei, fet que els taxistes han considerat competència deslleial i han protagonitzat diferents mobilitzacions en contra.